# Andrea Gabrieli
Andrea Gabrieli (1533 – 30. august 1585) var en italiensk komponist og organist. Onkel til Giovanni Gabrieli.
Han bidrog til udviklingen af en harmonisk betonet klangstil og synes at være den første, der har skabt egentlige orkesterkompositioner.

## Liv
Gabrieli var elev af nederlænderen Adrian Willaert, som var kapelmester i Markuskirken, og var fra 1536 sanger i kirken. Senere var han en periode hos Vincenzo Ruffo i Verona, men fra 1566 var han tilbage i Markuskirken, nu som andenorganist. Fra 1585 og frem til sin død havde han stillingen som førsteorganist i Markuskirken, en af de mest prestigefyldte musikposter i Norditalien.
Sent i karrieren blev han en efterspurgt lærer. Nevøen Giovanni Gabrieli var en af hans mest fremstående elever, og Andrea påvirkede dermed Giovannis elev Heinrich Schütz indirekte. En anden fremstående elev var Hans Leo Hassler.

## Musik
Andrea Gabrieli var en produktiv og alsidig komponist, som skrev store mængder gejstlig og sekulær vokalmusik, musik for blandede grupper af sangere og instrumenter og rene instrumentalværker. Meget var beregnet for Markuskirkens store og resonante rum.
De tidlige værker var påvirkede af Cipriano de Rore, og Gabrielis madrigaler er typiske for stil i midten af 1500-tallet. Men selv i sin tidligste musik foretrak han homofone teksturer ved musikkens klimaks, et træk som peger fremover mod hans senere storslåede stil. Efter. at han kom i kontakt med Orlando di Lasso i 1562, ændrede stilen sig, og nederlandsk musik blev hans stærkeste inspirationskilde.
Da Andrea Gabrieli begyndte at arbejde i Markuskirken, vendte han ryggen til den Den fransk-flamske skoles kontrapunktik, som havde domineret musikken så længe i 1500-tallet. I stedet begyndte han at blande grupper bestående af instrumenter og kor, som spillede antifont i det store kirkerum. I musikken, han skrev på denne tid, repeterede han fraser med forskellige kombinationer af stemmer i ulige tonehøjder. Han angav ikke instrumenteringen eksplicit, men den kan udledes. Musikken, han skabte, var unik for sin tid og definerede den venetianske stil for næste generation.
Det kan se ud til, at Andrea Gabrieli var lidet villig til at udgive sin egen musik, da det meste blev offentliggjort af Giovanni efter onklens død.